# Makszim Viktorovics Lajuskin
Makszim Viktorovics Lajuskin (oroszul: Максим Викторович Лаюшкин; Moszkva, 1972. augusztus 22. –) orosz labdarúgó, játékvezető.

## Labdarúgó-pályafutása
1989-ben debütált a Gyinamo Moszkva második számú csapatában a szovjet másodosztályban. 1993-ban bemutatkozhatott a Gyinamo első csapatában is. A szezonban egy mérkőzést játszott az első osztályban, így tagja volt a bronzérmet nyerő együttesnek.
1995-ben elhagyta a fővárosi csapatot, és a szintén első ligás Gyinamo-Gazovik csapatához igazolt. Az idény végén azonban a klub kiesett az élvonalból, így Lajuskin csapatot váltott.
A másodosztályú FK Lucs-Enyergija Vlagyivosztokhoz szerződött. Itt két szezont játszott, az 1997-es bajnokság végén csapata utolsó helyezettként kiesett.
Újabb állomása a harmadosztályú FK Moszenergo Moszkva volt. 1998-ban a bajnokság nyugati-csoportjának 4. helyén végeztek, rá egy évre Lajuskin visszavonult.

## Sikerei, díjai

### Klubcsapattal
- Gyinamo Moszkva:
  - Orosz bajnoki bronzérmes: 1993

## Játékvezetőként
2007 óta vezet az orosz labdarúgó-bajnokság első osztályában. 2008. április 26-án az Amkar Perm–Sinnyik Jaroszlavl bajnokin (2–0) 13 sárga és 2 piros lapot osztott ki, ami orosz rekord. Július 25-én ismét szórta a lapokat, a Himki–Szpartak-Nalcsik találkozón 13 sárga lapot adott, és egy játékost kiállított. A Szpartak-Nalcsik vezetősége panaszt tett a mérkőzésen mutatott tevékenységére.
2009 óta FIFA-tag. 2010-ben a 38. Touloni Ifjúsági Tornán két mérkőzést vezetett. A csoportkörben a Franciaország–Kolumbia (2–0) találkozón fújta a sípot, majd az elődöntőben a Chile–Elefántcsontpart (0–2) játékvezetője volt.